# Azzurra Brindisi 1998-1999
La Azzurra Brindisi 1998-1999, sponsorizzata Winsol, prende parte al campionato italiano di B di Eccellenza, girone B a 14 squadre. Chiude la stagione regolare all'undicesimo posto con 9V e 17P, con 1765 punti fatti e 2030 punti subiti, si salva sconfiggendo l'Universo Latina nell'ultimo turno dei playout per 2-1 (79-68;50-73;61-57)

## Storia
Un solo innesto ai nastri di partenza della nuova stagione, Domenico Castellitto di ritorno nelle file brindisine dopo una stagione alla Dodaro Cosenza, durante la stagione per rinforzare i lunghi verrà firmato dal Basket Modena il giovane pivot Cristian Femminini. Dal lato cessioni Luigi Minghetti e Raffaele Mastrorosa passeranno al Basket Martina ed in seguito a stagione in corso Cristian Ventruto al Basket Lecce e Cosimo Corlianò al Molfetta. Dalla 12ª giornata coach Eupremio Cozzoli viene sostituito con coach Giovanni Rubino. La stagione vede anche l'esordio in prima squadra di numerosi giocatori provenienti dalle giovanili come Giovanni Sardano, Cristian Villani e Francesco Ferrienti. Miglior marcatore della stagione è Domenico Castellitto con 421 punti in 30 partite, seguito da Paolo Della Corte con 352 p. in 29 p. e Andrea Loriga con 294 p. in 30 p. A livello giovanile i Cadetti campioni regionali allenati da Gianfranco Patera arriveranno ad un passo dalle finali nazionali.

## Roster
| Azzurra Winsol Brindisi 1998/1999 | Azzurra Winsol Brindisi 1998/1999 |
| Giocatori                         | Staff tecnico                     |
| --------------------------------- | --------------------------------- |

| N. | Naz.              | Ruolo | Nome                                | Anno | Alt.   | Peso |  |
| -- | ----------------- | ----- | ----------------------------------- | ---- | ------ | ---- |  |
| 4  | Italia (bandiera) | G     | Angelo Milone                       | 1974 | 193 cm |      |  |
| 5  | Italia (bandiera) | P     | Stefano Canepa                      | 1981 | 180 cm |      |  |
| 6  | Italia (bandiera) | P     | Giangiovanni Parisi                 | 1973 | 182 cm |      |  |
| 7  | Italia (bandiera) | AC    | Fabiano Ventruto                    | 1982 | 200 cm |      |  |
| 8  | Italia (bandiera) | A     | Domenico Castellitto                | 1967 | 198 cm |      |  |
| 9  | Italia (bandiera) | A     | Francesco Ferrienti                 | 1981 | 200 cm |      |  |
| 10 | Italia (bandiera) | G     | Paolo Della Corte                   | 1970 | 187 cm |      |  |
| 11 | Italia (bandiera) | AC    | Eduardo Passante                    | 1974 | 201 cm |      |  |
| 12 | Italia (bandiera) | AC    | Giancarlo Zizza                     | 1974 | 202 cm |      |  |
| 13 | Italia (bandiera) | A     | Cristian Ventruto (fino al 16/1/99) | 1977 | 197 cm |      |  |
| 13 | Italia (bandiera) | C     | Christian Femminini (dal 17/1/99)   | 1972 | 202 cm |      |  |
| 14 | Italia (bandiera) | A     | Andrea Loriga                       | 1973 | 201 cm |      |  |
| 15 | Italia (bandiera) | G     | Cosimo Corlianò                     | 1977 | 183 cm |      |  |
|    | Italia (bandiera) | G     | Luca Cordella                       | 1982 | 180 cm |      |  |
|    | Italia (bandiera) | G     | Ruben Benigno                       | 1982 | 186 cm |      |  |
|    | Italia (bandiera) | A     | Christian Villani                   | 1982 | 200 cm |      |  |
|    | Italia (bandiera) | P     | Giovanni Sardano                    | 1982 | 185 cm |      |  |

| Allenatore                                        |
| - Eupremio Cozzoli - Giovanni Rubino dal 22/12/98 |
| Assistente/i                                      |
| - Gianfranco Patera Legenda - (C) Capitano        |

## Risultati

### Stagione Regolare
| Arbitri: | Corti (Sesto San Giovanni) Quacci (Pavia) |

|                                |       |                                      |
| Zizza 14, Milone 12, Loriga 11 | Punti | Maggioni 25, Rajola 22, Marcovaldi 8 |

| Arbitri: | Auriemma (Napoli) Castelluccio (Napoli) |

|                                      |       |                                      |
| Totaro 23, Vitiello 16, Marchetti 12 | Punti | Castellitto 19, Loriga 13, Milone 10 |

| Arbitri: | Di Francia (Pozzuoli) Bertelli (Milano) |

|                                          |       |                                    |
| Della Corte 25, Zizza 20, Castellitto 12 | Punti | Carchia 19, Di Monte 15, Rorato 14 |

| Arbitri: | Di Paolo (Sulmona) Regine (Formia) |

|                                       |       |                                      |
| Pasquato 21, Casalvieri 15, Piazzi 12 | Punti | Castellitto 17, Loriga 13, Milone 12 |

| Arbitri: | Terranova (Roma) Federici (Roma) |

|                                     |       |                                  |
| Castellitto 26, Loriga 11, Zizza 11 | Punti | Corvino 18, Zucchi 16, Iaselli 9 |

| Arbitri: | Lo Monaco (Marsala) Piccione (Marsala) |

|                                           |       |                           |
| Brembilla 16, Li Vecchi 14, Ragionieri 11 | Punti | Castellitto 15, Loriga 14 |

| Arbitri: | Fusco (Caserta) Castelluccio (Napoli) |

|                                   |       |                                           |
| Coppo 22, Marchetti 16, Grossi 16 | Punti | Parisi 16, Della Corte 13, Castellitto 11 |

| Arbitri: | Auriemma (Napoli) Tedesco (Matera) |

|                                          |       |                                     |
| Castellitto 22, Della Corte 20, Zizza 15 | Punti | Cotugno 23, Sabatini 13, Farioli 12 |

| Arbitri: | Sivieri (Ferrara) Di Paolo (Chieti) |

|                                   |       |                                           |
| Facenda 19, Gaeta 12, La Torre 11 | Punti | Della Corte 19, Castellitto 17, Parisi 10 |

| Arbitri: | Begnis (Crema) Bertelli (Milano) |

|                                           |       |                                 |
| Castellitto 14, Loriga 14, Della Corte 13 | Punti | Meleo 20, Zorzi 18, Cappella 17 |

| Arbitri: | Gori (Padova) Longhi (Cantù) |

|                                |       |                           |
| Grossi 24, Soro 22, Calbini 15 | Punti | Della Corte 17, Milone 11 |

| Arbitri: | Vaccarino (Busto Arsizio) Moscarello (Bergamo) |

|                                          |       |                                     |
| Castellitto 22, Zizza 13, Della Corte 12 | Punti | Angeli 25, Morrone 20, Giarletti 11 |

| Arbitri: | Di Paolo (Sulmona) Mazzanti (Livorno) |

|                                       |       |                                      |
| Spagnoli 17, De Leonardis 13, Pate 12 | Punti | Della Corte 22, Loriga 14, Parisi 13 |

| Arbitri: | Poz (Genova) Nava (Milano) |

|                                       |       |                                    |
| Maggioni 22, Rajola 12, Marcovaldi 10 | Punti | Della Corte 16, Zizza 14, Parisi 9 |

| Arbitri: | Corti (Sesto San Giovanni) Bertelli (Milano) |

|                                      |       |                               |
| Parisi 26, Loriga 16, Della Corte 12 | Punti | Corvo 20, Marino 14, Vella 11 |

| Arbitri: | Seghetti (Livorno) Caroti (Cecina) |

|                                    |       |                                 |
| Rorato 24, Cadorin 17, Bonaiuti 13 | Punti | Parisi 17, Milone 17, Loriga 13 |

| Arbitri: | Terranova (Roma) Bombino (Milano) |

|                                     |       |                                     |
| Castellitto 29, Parisi 13, Zizza 13 | Punti | Casalvieri 33, Sales 12, Pasquato 9 |

| Arbitri: | Capurro (Reggio Calabria) Crescenti (Messina) |

|                                         |       |                                      |
| Rossi Pope 15, Iaselli 14, Schilardi 13 | Punti | Della Corte 14, Loriga 14, Parisi 10 |

| Arbitri: | Vaccarino (Busto Arsizio) Nava (Treviso) |

|                                     |       |                                           |
| Parisi 17, Castellitto 11, Milone 8 | Punti | Li Vecchi 30, Brembilla 20, Rombaldoni 13 |

| Arbitri: | Guacci (Pavia) Di Francia (Pozzuoli) |

|                                     |       |                                  |
| Parisi 19, Castellitto 12, Zizza 10 | Punti | Coppo 28, Agostini 16, Grossi 10 |

| Arbitri: | Begnis (Crema) Castelluccio (Napoli) |

|                                     |       |                           |
| Raggi 18, De Ambrosi 17, Cotugno 10 | Punti | Castellitto 23, Loriga 12 |

| Arbitri: | Auriemma (Napoli) Vaccarino (Busto Arsizio) |

|                                     |       |                                     |
| Parisi 20, Castellitto 17, Zizza 11 | Punti | La Torre 26, Gaeta 14, D'Aloisio 12 |

| Arbitri: | De Socio (Bologna) Strozzi (Parma) |

|                                       |       |                                         |
| Meleo 14, Feliciangeli 12, Scabini 11 | Punti | Della Corte 19, Loriga 14, Femminini 10 |

| Arbitri: | Terreni (Vicenza) De Socio (Sulmona) |

|                                     |       |                                 |
| Della Corte 14, Parisi 13, Zizza 10 | Punti | Aldi 17, Ebeling 14, Ragazzi 14 |

| Arbitri: | Manzato (Marghera) Sorato (Spinea) |

|                                  |       |                                      |
| Morrone 24, Angeli 17, Blanda 12 | Punti | Milone 14, Loriga 14, Castellitto 11 |

| Arbitri: | Vaccarino (Busto Arsizio) Moscarello (Bergamo) |

|                                           |       |                                             |
| Della Corte 29, Loriga 18, Castellitto 13 | Punti | Passarelli 27, Innocente 10, De Leonardis 9 |

### Play out
| Arbitri: | Quacci (Pavia) Corti (Busto Arsizio) |

|                                     |       |                                             |
| Castellitto 16, Zizza 15, Parisi 15 | Punti | De Leonardis 25, Spagnoli 19, Passarelli 12 |

| Arbitri: | Seghetti (Livorno) Mazzanti (Livorno) |

|                                |       |                                     |
| Spagnoli 23, Fazzi 20, Pate 13 | Punti | Zizza 17, Della Corte 14, Parisi 13 |

| Arbitri: | Begnis (Crema) Di Francia (Pozzuoli) |

|                                          |       |                                 |
| Zizza 20, Castellitto 18, Della Corte 16 | Punti | Angeli 19, Picozzi 14, Conti 13 |

| Arbitri: | Quacci (Pavia) Crescenti (Messina) |

|                                  |       |                                   |
| Angeli 17, Zanier 15, Morrone 10 | Punti | Loriga 11, Della Corte 9, Zizza 8 |

| Arbitri: | Manzato (Venezia) Gori (Padova) |

|                                |       |                                    |
| Milone 13, Zizza 12, Parisi 12 | Punti | Giarletti 16, Angeli 9, Polselli 8 |

## Statistiche

### Statistiche di squadra
| Competizione                      | Punti | In casa | In casa | In casa | In casa | In casa | In trasferta | In trasferta | In trasferta | In trasferta | In trasferta | Totale | Totale | Totale | Totale | Totale | Totale |
| Competizione                      | Punti | G       | V       | P       | PF      | PS      | G            | V            | P            | PF           | PS           | G      | V      | P      | PF     | PS     | DIF    |
| --------------------------------- | ----- | ------- | ------- | ------- | ------- | ------- | ------------ | ------------ | ------------ | ------------ | ------------ | ------ | ------ | ------ | ------ | ------ | ------ |
| B di Eccellenza Stagione regolare | 18    | 13      | 8       | 5       | 957     | 1007    | 13           | 1            | 12           | 761          | 966          | 26     | 9      | 17     | 1718   | 1973   | -255   |
| B di Eccellenza Play out          | 4     | 3       | 2       | 1       | 221     | 210     | 2            | 0            | 2            | 122          | 165          | 5      | 2      | 3      | 343    | 375    | -32    |
| TOTALE                            | 22    | 16      | 10      | 6       | 1178    | 1217    | 15           | 1            | 14           | 1104         | 1341         | 31     | 11     | 20     | 2282   | 2558   | -276   |

### Statistiche dei giocatori
| Giocatore      | Generali | Generali | Generali | Generali | Tiri liberi | Tiri liberi | Tiri liberi | Tiri da due | Tiri da due | Tiri da due | Tiri da tre | Tiri da tre | Tiri da tre | Tiri Totale | Tiri Totale | Tiri Totale | Rimbalzi | Rimbalzi | Rimbalzi | Palle | Palle | Stoppate | Val    | Medie | Medie |
| Giocatore      | PG       | PTI      | MIN      | AS       | Rea         | Ten         | %           | Rea         | Ten         | %           | Rea         | Ten         | %           | Rea         | Ten         | %           | Dif      | Off      | Tot      | Per   | Rec   | Dat      | Totale | Pun   | Val   |
| -------------- | -------- | -------- | -------- | -------- | ----------- | ----------- | ----------- | ----------- | ----------- | ----------- | ----------- | ----------- | ----------- | ----------- | ----------- | ----------- | -------- | -------- | -------- | ----- | ----- | -------- | ------ | ----- | ----- |
| D. Castellitto | 24       | 354      | 831      | 2        |             |             |             |             |             |             |             |             |             |             |             |             |          |          | 57       | 89    | 37    |          |        | 14,8  |       |
| P. Della Corte | 23       | 289      | 763      | 12       |             |             |             |             |             |             | 53          | 130         | 40,8        |             |             |             |          |          | 27       | 67    | 20    |          |        | 12,6  |       |
| A. Loriga      | 24       | 241      | 783      | 4        |             |             |             |             |             |             |             |             |             |             |             |             | 108      | 73       | 181      | 55    | 36    |          |        | 10,0  |       |
| G. Parisi      | 17       | 207      |          | 10       |             |             |             |             |             |             |             |             |             |             |             |             |          |          | 30       | 44    | 23    |          |        | 12,2  |       |
| G. Zizza       | 24       | 195      |          | 8        |             |             |             |             |             |             |             |             |             |             |             |             |          |          | 133      | 39    | 28    |          |        | 8,1   |       |
| A. Milone      | 24       | 193      |          | 11       |             |             |             |             |             |             |             |             |             |             |             |             |          |          | 64       | 38    | 35    |          |        | 8,0   |       |
| C. Ventruto    | 13       | 46       |          |          |             |             |             |             |             |             |             |             |             |             |             |             |          |          |          |       |       |          |        | 3,5   |       |
| C. Femminini   | 8        | 33       |          | 0        |             |             |             |             |             |             |             |             |             |             |             |             |          |          | 29       | 9     | 7     |          |        | 4,1   |       |
| C. Corlianò    | 13       | 22       |          |          |             |             |             |             |             |             |             |             |             |             |             |             |          |          |          |       |       |          |        | 1,7   |       |
| E. Passante    | 8        | 18       |          | 0        |             |             |             |             |             |             |             |             |             |             |             |             |          |          | 13       | 5     | 4     |          |        | 2,2   |       |
| F. Ferrienti   | 21       | 12       |          |          |             |             |             |             |             |             |             |             |             |             |             |             |          |          |          |       |       |          |        | 0,6   |       |
| R. Benigno     | 8        | 6        |          |          |             |             |             |             |             |             |             |             |             |             |             |             |          |          |          |       |       |          |        | 0,7   |       |
| G. Sardano     | 2        | 3        |          |          |             |             |             |             |             |             |             |             |             |             |             |             |          |          | 1        |       |       |          |        | 1,5   |       |
| F. Ventruto    | 10       | 2        |          |          |             |             |             |             |             |             |             |             |             |             |             |             |          |          | 2        | 2     |       |          |        | 0,2   |       |
| S. Canepa      | 15       | 0        |          |          |             |             |             |             |             |             |             |             |             |             |             |             |          |          |          |       |       |          |        | 0,0   |       |
| L. Cordella    | 2        | 0        |          |          |             |             |             |             |             |             |             |             |             |             |             |             |          |          |          |       |       |          |        | 0,0   |       |
| C. Villani     | 4        | 0        |          |          |             |             |             |             |             |             |             |             |             |             |             |             |          |          |          |       |       |          |        | 0,0   |       |
| SQUADRA        | 24       | 1623     | 4800     | 49       | 388         | 547         | 71,3        | 373         | 749         | 49,8        | 163         | 458         | 35,6        | 509         | 1207        | 42,2        | 398      | 170      | 568      | 348   | 211   |          |        | 67,6  |       |

```
* nel riepilogo non è compresa la partita Matera-Azzurra Brindisi 69-63 e il supplementare giocato nella partita Azzurra Brindisi-Viterbo 76-74 (64-64)
```

## Fonti
- La Gazzetta del Mezzogiorno edizione 1998-99
- Guida ai campionati nazionali di basket LNP 1999